# Paraschizopera beckeri
Paraschizopera beckeri is een eenoogkreeftjessoort uit de familie van de Tetragonicipitidae. De wetenschappelijke naam van de soort is voor het eerst geldig gepubliceerd in 1981 door Wells.